# NHK 가고시마 방송국
NHK 가고시마 방송국(鹿兒島 放送局)은 가고시마현을 방송구역으로 하는 NHK의 지역방송국이며 중파·FM라디오·텔레비전 방송을 담당하고 있다.

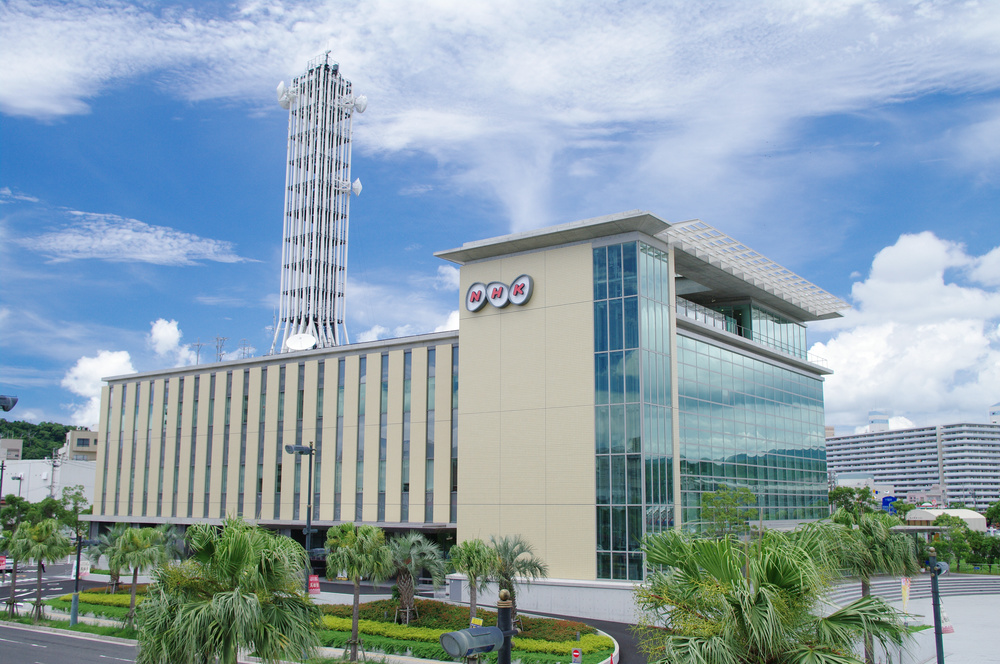
NHK 가고시마 방송국

## 연혁
- 1935년 10월 26일 - 가고시마 방송국 개국
- 1958년 2월 22일 - 종합 텔레비전 방송 개시.
- 2006년 12월 1일 - 지상파 디지털 텔레비전 방송 개시
- 2011년 7월 24일 - 지상파 아날로그 텔레비전 방송 종료

## 채널·주파수

### 종합·교육 텔레비전
- 종합텔레비전 가고시마본국 34ch(JOHG-DTV)
- 교육텔레비전 가고시마본국 18ch(JOHC-DTV)

### 라디오 방송국
| 중계국·방송국        | 주파수  | 출력 | 비고          |
| -------------------- | ------- | ---- | ------------- |
| 가고시마 방송국      | 576kHz  | 10kW | 콜사인은 JOHG |
| 아마미 나제 중계국   | 792kHz  | 1kW  |               |
| 아쿠네 중계국        | 1026kHz | 100W |               |
| 오구치 중계국        | 1503kHz | 100W |               |
| 도쿠노시마 중계국    | 1341kHz | 100W |               |
| 우켄 중계국          | 81.3MHz | 10W  |               |
| 아마미 야마토 중계국 | 83.4MHz | 10W  |               |
| 세토우치 중계국      | 1026kHz | 100W |               |
| 키카이 중계국        | 80.3MHz | 100W |               |
| 요론 중계국          | 77.0MHz | 100W |               |

| 중계국·방송국      | 주파수  | 출력 | 비고          |
| ------------------ | ------- | ---- | ------------- |
| 가고시마 방송국    | 1386kHz | 10kW | 콜사인은 JOHC |
| 아마미 나제 중계국 | 1602kHz | 1kW  |               |
| 아쿠네 중계국      | 1467kHz | 100W |               |
| 도쿠노시마 중계국  | 1539kHz | 100W |               |
| 요론 중계국        | 78.8MHz | 100W |               |

| 중계국·방송국       | 주파수  | 출력 | 비고             |
| ------------------- | ------- | ---- | ---------------- |
| 가고시마 방송국     | 85.6MHz | 1kW  | 콜사인은 JOHG-FM |
| 아마미 나제 중계국  | 82.2MHz | 100W |                  |
| 아쿠네 중계국       | 83.7MHz | 100W |                  |
| 오구치 중계국       | 85.9MHz | 10W  |                  |
| 도쿠노시마 중계국   | 81.6MHz | 100W |                  |
| 가노야 중계국       | 84.1MHz | 100W |                  |
| 마쿠라자키 중계국   | 84.7MHz | 100W |                  |
| 스에요시 중계국     | 84.9MHz | 10W  |                  |
| 히가시이치키 중계국 | 84.3MHz | 1W   |                  |
| 다네가시마 중계국   | 84.4MHz | 1W   |                  |
| 세토우치 중계국     | 84.5MHz | 100W |                  |
| 지나 중계국         | 84.0MHz | 100W |                  |

## 가고시마현에 있는 다른 텔레비전·라디오 방송국
- 미나미니혼 방송(MBC)(TV는 도쿄 방송 계열국, 라디오는 JRN&NRN계열국)
- 가고시마 요미우리 TV(KYT)(니혼 TV계열）
- 가고시마 방송(KKB)(TV 아사히계열）
- 가고시마 TV(후지 TV계열）
- FM가고시마(JFN 계열）